# レコーディング・エンジニア
レコーディング・エンジニア（英: Recording Engineer）はレコード、CDなどの音楽録音物の制作に従事し、音響の調整と録音などを行う技術者の呼称 で、音響技術者の一形態である。レコーディング・エンジニアとミキシング・エンジニアに分類することも可能で、録音だけの担当でミキシングは行わない場合には「レコーディング・エンジニア」と呼称またはクレジット記載され、録音は担当せずにミキシングのみ行う場合には「ミキシング・エンジニア」と呼称またはクレジット記載される。一般的には録音とミキシングの双方を行うことが多いため「レコーディング & ミキシング・エンジニア」という表記が多い。
日本以外の国においては「エンジニア」の称号には工学士の学位が必要とされるなど明確な制限がある場合が多く、日本語での「レコーディング・エンジニア」は、こうした国においては別の職種とみなされる「テクニシャン」（技能者）に相当することも多いため注意が必要である。

## 概略

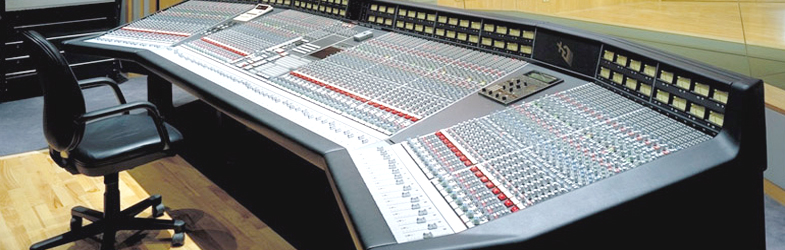
Solid State Logic SL4000G+ Mixing Console

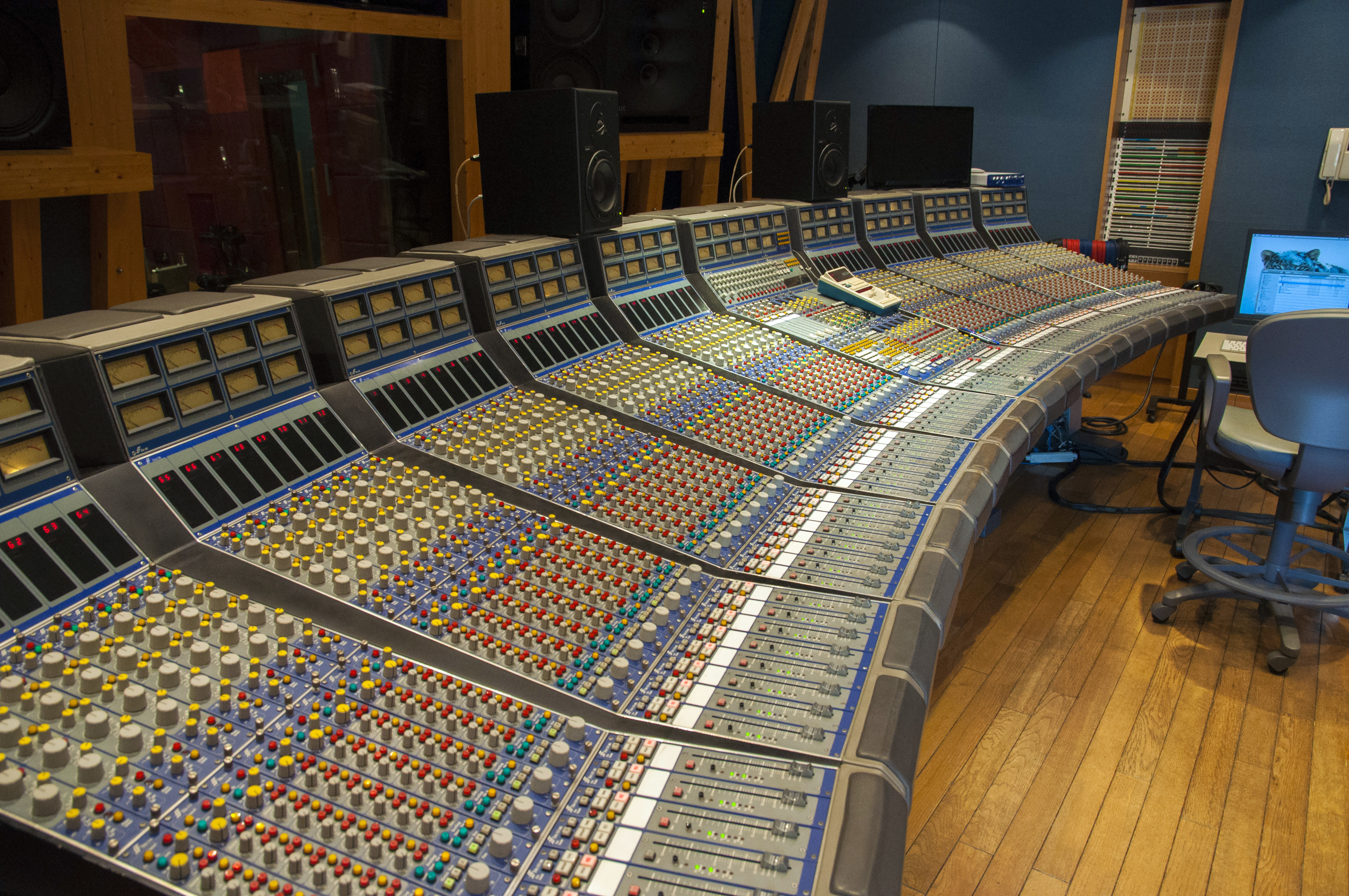
Focusrite Console 72in 48out with GML Fader Automation

レコーディング・エンジニアの第一の責務は、レコーディングにおいて歌や演奏を的確によりよい音で録音することにある。エンジニアという専門職が必要とされるのはスタジオとコントロール・ルーム内にミキシング・コンソールや各種エフェクター等の電気または電子的音響機器が数多く介在し、それらハードウェアをエンジニアリングするからであり、音楽の知識・素養、機材の使い方だけではなく、最低限の電気工学や音響工学などの専門知識も必要とされる。
そして、エンジニアは録音音源となる歌手や楽器と最も近い立場にいることから、音楽家、音楽プロデューサー、ディレクターらが求める音質及び音楽性を把握し、信頼関係を構築し円滑なコミュニケーションをとる能力も必要とされる。特にミキシングはエンジニアの個性や感性が最も顕著に表れる作業であり、この善し悪しでエンジニアが選定されることが多い。
音楽への関わり方は人によりけりであるが、あくまでもミキシングなどのエンジニアリングに特化した活動をする人もいれば、歌手や音楽家にディレクション的アドバイスを送ったり、より積極的にプロデュースを兼ねた参加方法で音楽に関わる人もいる 。また、オリジナル版を完成させたミキシング・エンジニアとは別の自由な立場で音源を作り替えたりするリミックスを手がけることもあり、その分野で活躍しているエンジニアのことは「リミキサー」または「リミキシング・エンジニア」と呼称されている。
稀な例だが、アラン・パーソンズやリー・ペリーなどのようにスタジオのエンジニア出身でありながら、作曲・プロデュース・編曲・演奏などもこなし、音楽家として活動している人も存在する。逆に、元々プロデューサー、音楽家、歌手などであってもエンジニアリングを学び、レコーディング、ミキシングのエンジニアリングをこなす人も存在する。大瀧詠一やトム・ショルツなどは音楽家でありながらエンジニアの役割を担っている。 
レコーディング作業においてレコーディング・エンジニアの補佐的作業やマルチトラック・レコーダーの操作などを受け持つフリーランスまたはスタジオなどに所属する「アシスタント・エンジニア」または「セカンド・エンジニア」も音楽制作業務に関わる分類分けとしては、レコーディング・エンジニアとして分類される。

## 主な分類とエンジニアリング内容

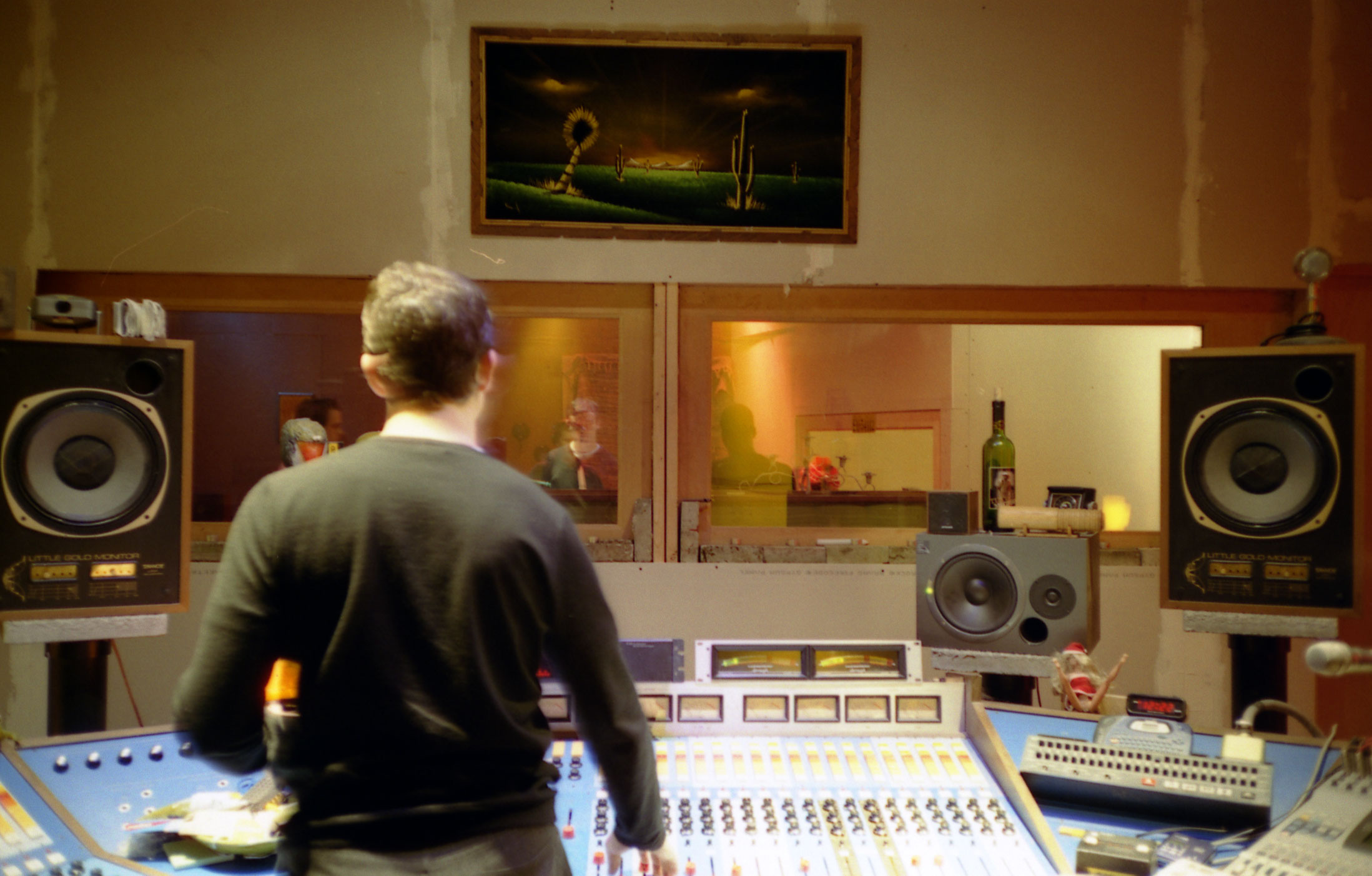
コントロールルームからブースを望むレコーディング・エンジニア

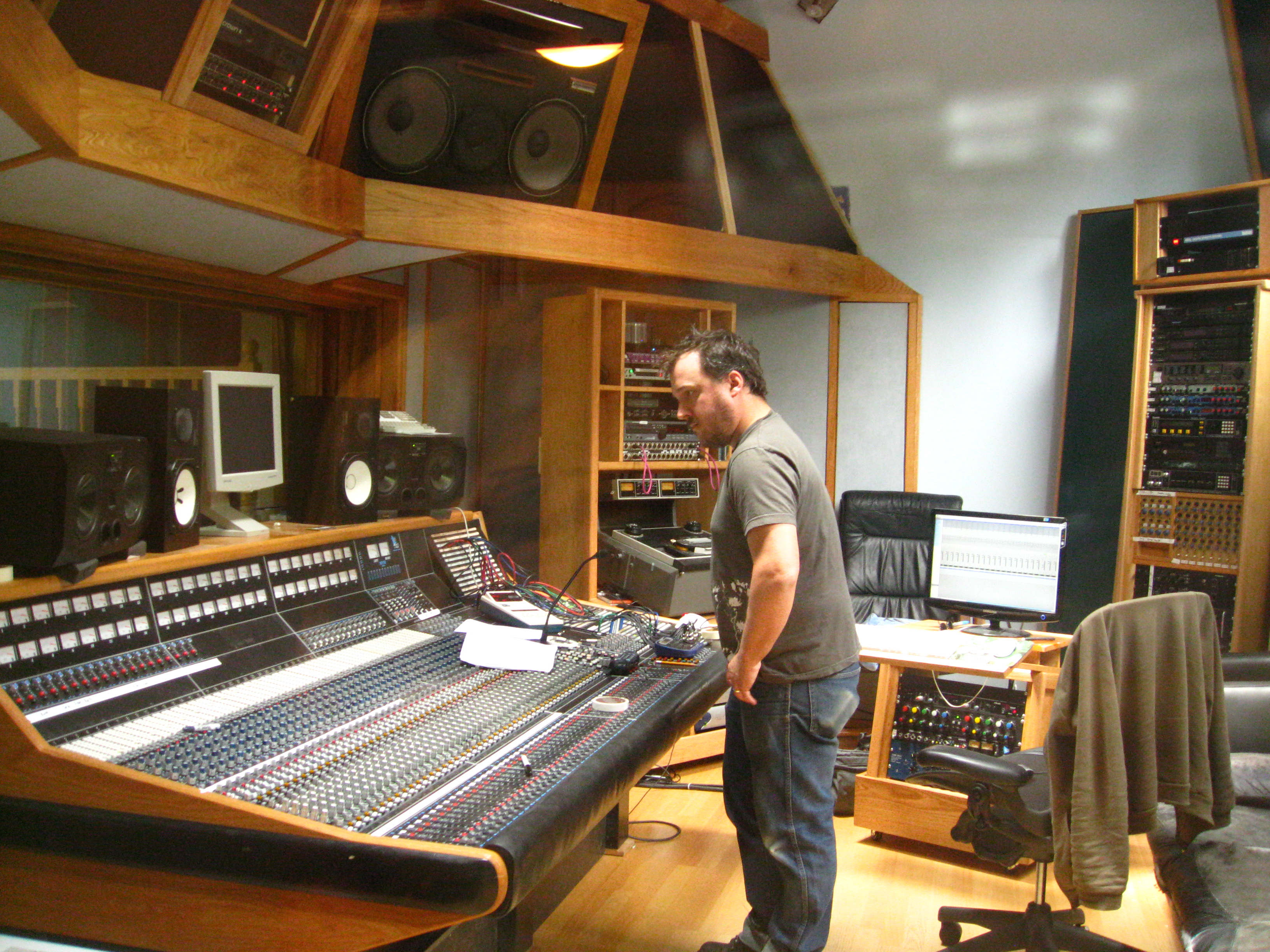
API Legacy Plus 48ch Mixing Cosole with flying faders

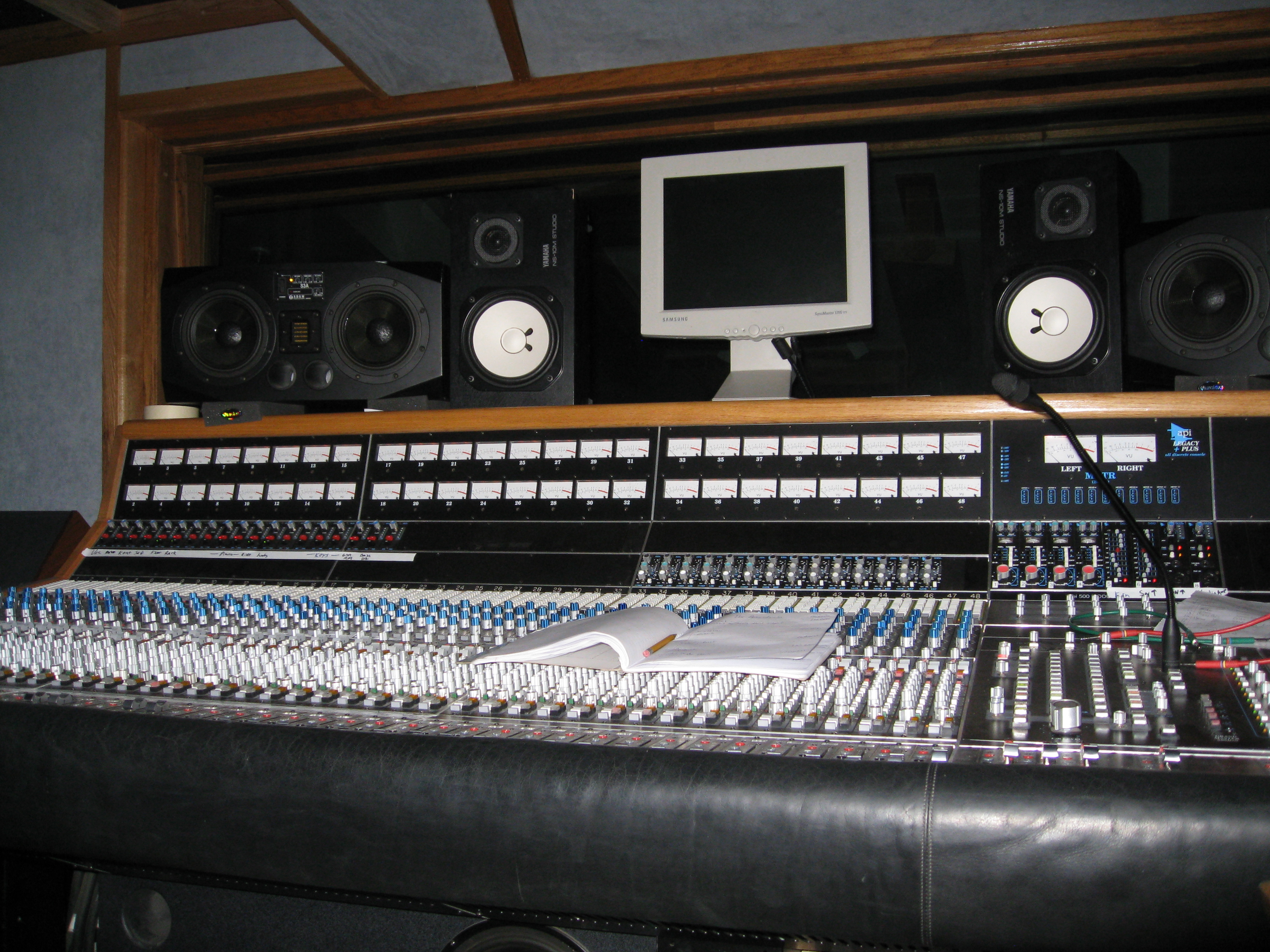
API Legacy Plus 48ch Mixing Cosole with flying faders

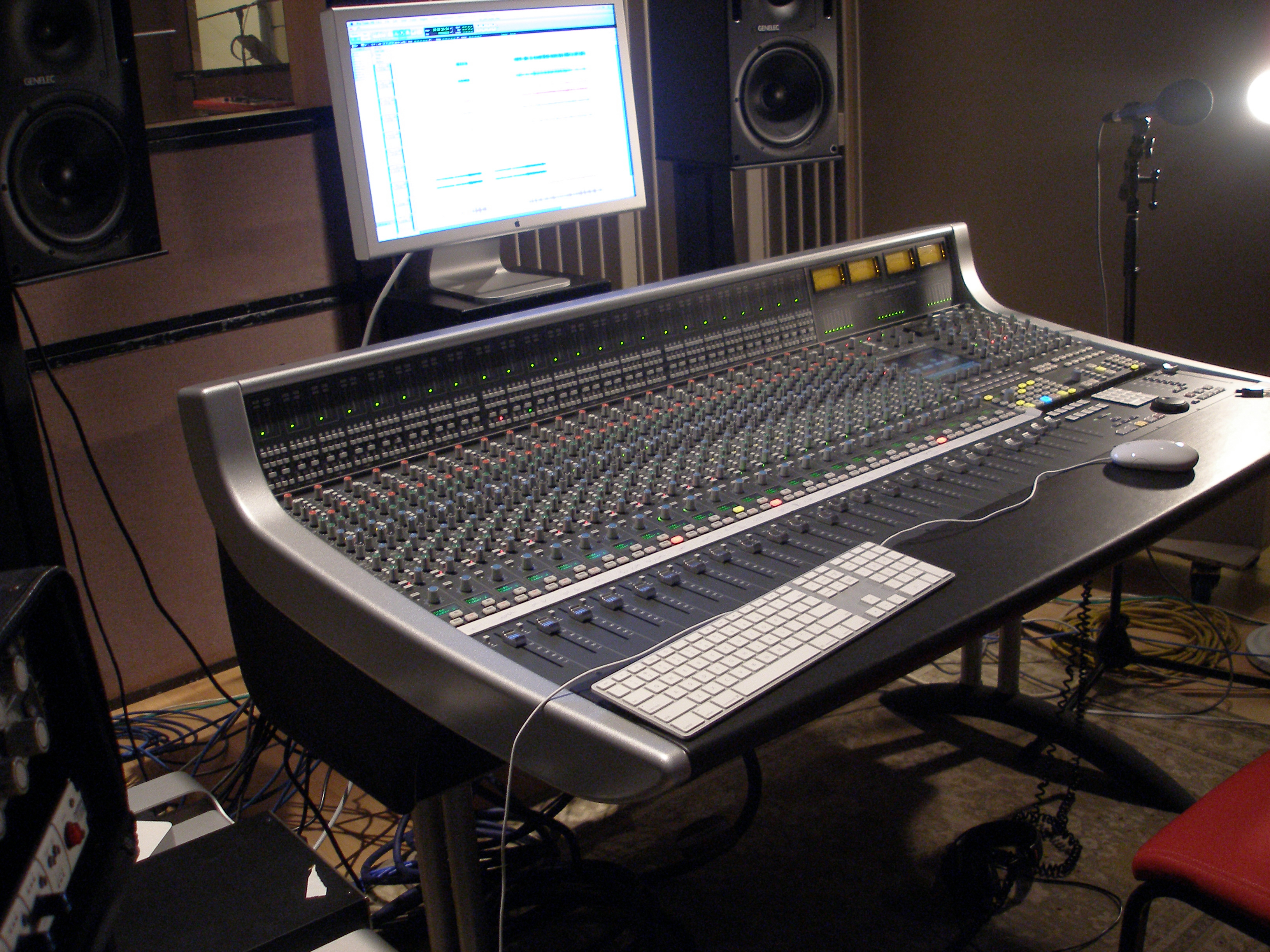
Solid State Logic AWS 900+ Mixing Cosole

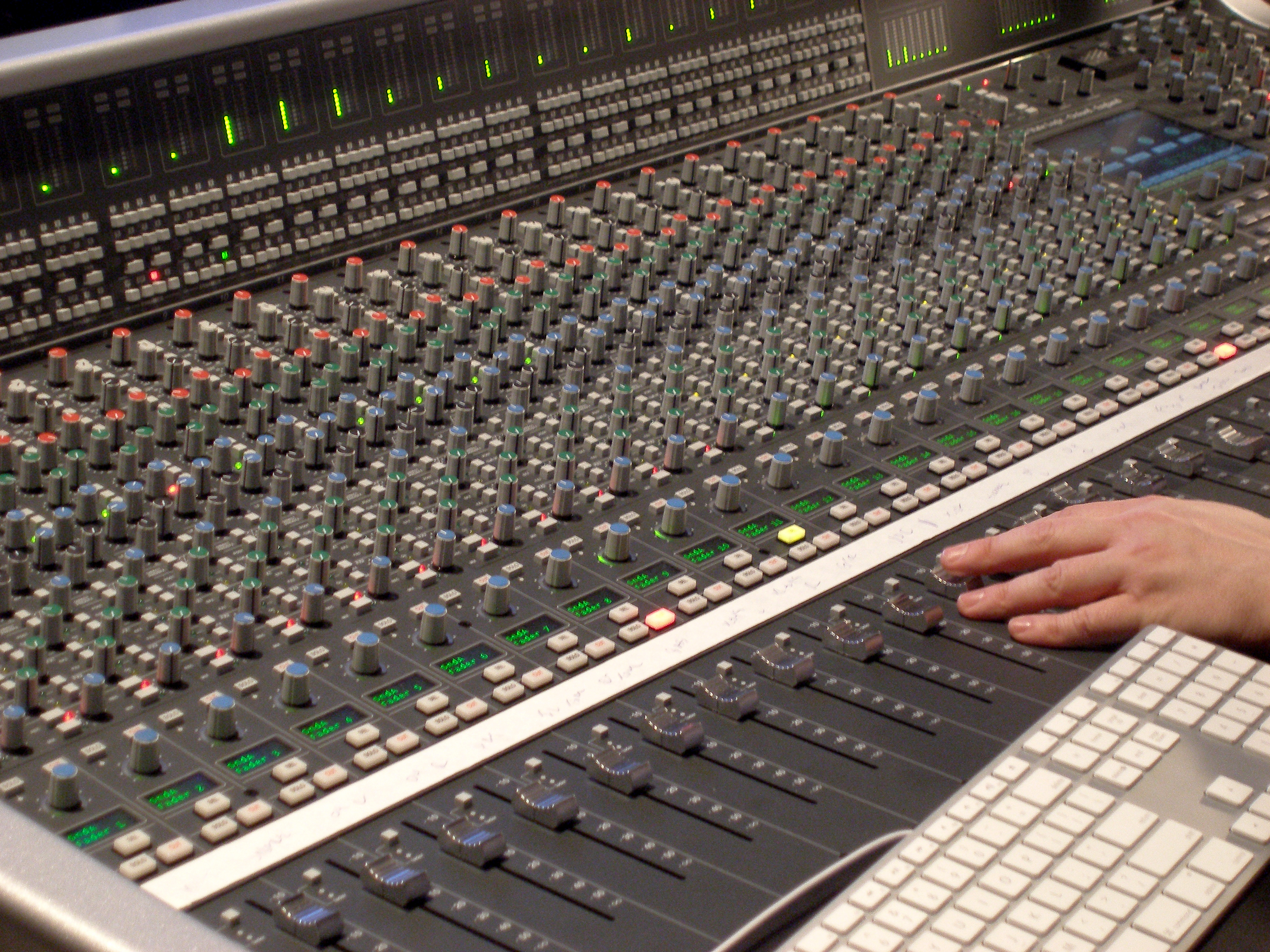
Solid State Logic AWS 900+ Mixing Cosole

### レコーディング
レコーディング時の主な作業内容は、まず楽器や歌唱などに合わせたマイクロフォンやH/Aなどの選定と組み合わせ及び接続順序を踏まえた設置を行う。そしてミキシング・コンソール等へ入力された音声信号の音質や音量レベルの確認・調整などを経て、音声信号のオペレーション・レベルを決める。スタジオ側で演奏及び歌唱している音楽家のヘッドフォン・モニター用のモニター・バランス作成とコントロール・ルームにおけるモニター・スピーカーから聞くためのミキシング・バランスと再生音量の調整を行う。音楽家側の録音開始準備が整うのと並行して、磁気テープやハードディスク・レコーダーなどのマルチトラック・レコーダーへの録音するための最終確認を行い、録音を開始させ、その後は録音状態やテイクの確認などを行いながらセッションを進行させ、録音制作物の素材となる音源を完成させる。 

### ミキシング
ミキシング時の主な作業内容は、マルチトラック・レコーダーなどへ既に収録されている歌や演奏の楽器バランスに関しての音量調整などがメインとなるが、その際にレコーディング作業中に未完成となっている歌や演奏のテイク選択や切り替え、OKテイク完成のために素材となるテイクからの切り貼り、収録されている音源上のノイズ除去などの編集作業が行われることもある。そして音質調整のためにイコライザーやハイパスフィルタ、ローパスフィルタなどの音色等価回路による音質補正や、コンプレッサーやリミッターなどのエフェクターを使用して音質の調整と色づけなどを行う。フェーダーなどで各々のトラックに対するミキシング作業としてのレベル調整によるバランス作成と、パン・ポットなどを使用して音像定位を定める音場操作を行い、楽曲の完成度を高める作業を行う。この際、音楽的なバランス以外にも意図的な表現方法として様々な音響的処理を加え、再生機器などのことを考慮した細部にも注意して音楽素材となる音源を完成させる。ミキシング作業が完了した時点で、各種2トラック・レコーダーなどへ完成した音源を固定化するための録音作業を行うためのレコーダーとして、アナログ・テープレコーダー、DAT、DAW、ハードディスク・レコーダーなどを用意して記録する。DAWシステムを使用する際にはバウンス工程を経てオーディオ・ファイル化した素材をCD-Rなどのメディアに記録する方法もある。複数の音声トラックからステレオ2チャンネル、またはマルチ・チャンネルにまとめることから、この作業を「ミックス・ダウン」「トラック・ダウン」と呼称する場合がある。 

### マスタリング
ミキシングの素材に対するプリ・マスタリングはレコーディング・エンジニアやミキシング・エンジニアが行わない状況もあるが、レコーディングからマスタリングまで一貫して同じエンジニアが執り行う場合もある。この作業の主な作業内容は、収録される媒体がシングル及びアルバムなどの場合、曲数に応じた曲毎の音質や聴感レベルなどの調整を行うことになるが、シングルの場合にはアルバムの時とは多少異なり、メインとなる曲を中心に据えた作業になることも多い。アルバムの場合には音質や聴感レベル設定作業と並行して曲順や曲間の設定確認を行い、全体の整合性や制作者側の意図などを盛り込んだ完成形として作業を完了させる。マスタリング終了後の音源は原盤マスターとして3/4インチのUマチック・デジタル・テープなどへ録音して固定化する場合と、音源を一端オーディオ・ファイル化して、DDPフォーマットのCD-Rに記録したり、曲間を決めた形でオーディオ・CD-Rとして書き出して固定化し、CDまたはレコード盤等のプレス工場へ納品することによりプリ・マスタリング作業は完了する。
プレス工場へ納品された各種マスター素材は、製造工程に入るための作業を経てソフトウェアである音楽メディアとして生産されるが、大量生産用のスタンパーを起こすためのマスター・スタンパー作成時に納品された音源の状態に応じた微調整と記録に向けた作業が行なわれ、これが工場におけるマスタリングとして行われる。
レコード盤生産の場合にはスタンパー作成の最初期工程としてラッカー盤に溝を刻む役割のカッティング・エンジニアが、レコード盤のグルーヴ（溝）の幅と再生音質を左右するレコード・カッティングのために様々な調整作業を行ない、その作業は電気信号で固定化されてある音声信号を物理的なレコード溝に変換して刻みこみ、後の製品になったときにはその逆工程で音源を再生することになるため、様々な物理的制約などが存在するため、デジタル録音のように最大レベルだけを注意すればよいわけではないので、CDにおけるマスタリング・スタジオでのプリ・マスタリングや工場におけるマスタリングとは異なった経験や技術が要求される部分でもある。
プリ・マスタリング及びマスタリングはレコーディング及びミキシング・エンジニアとは分業制がとられるケースが多く、多くの場合マスタリング・エンジニアが担当する部分となる。 

## 一般的な雇用形態
日本におけるレコーディング・エンジニアの雇用形態はいくつかのパターンに分類できる。一般的な例として、録音スタジオや音楽制作会社などが社員として直接雇用契約をむすぶ形態であり、古くからこの形を取るケースが多い。ほかには、エンジニア集団が作った組織やエンジニア派遣会社などに所属して契約関係にあるスタジオなどから派遣要請されたり、原盤制作者側やアーティスト側からの依頼を受けて雇用される形態がある。日本国内では1970年代後半からそのような雇用形態が増えてきたが、スタジオやエンジニア集団に所属せず、フリーランス・エンジニアとして独立した屋号を持ち、個人で活動するエンジニアとして存在する形態もあり、原盤制作者側やアーティスト側と組織対個人間で契約を結び雇用関係をとる形態もある。
職に就くまでの一般的な流れには、音響系専門学校あるいは大学などを卒業した後にレコーディング・スタジオやレコード会社または音楽制作会社などに就職して、アシスタント業務としての見習いから始める例が多いが、時代と共にパーソナルコンピュータを運用システムの中心としたDAWやプライベート・スタジオなどでのワンマン・オペレートが主流になってきたため、スタジオや音楽制作会社等へ就職してのアシスタント業務などを経験せずに最初からレコーディング・エンジニアとして職に就く形態も出てくるようになった。または、音楽家が作曲及び編曲の段階からDAW上で全ての作業が完結することもあり、否応なしに自身でDAWの操作をしなければならないケースも多くなり、この分野からレコーディング・エンジニアに転身するケースもある。 
Pro ToolsなどをDAWシステムとして使用するレコーディング・セッションが多くなってきたことにより、それまでと比べてアシスタント・エンジニアの作業量が減ってきたり、要求される作業内容がテープレコーダーなどのオペレーションから推移し、コンピュータ・オペレーション上でのリージョン・ファイル編集操作などが増加するなど多岐にわたってきた。
レコーディング・エンジニアからマスタリング・エンジニアに転身・または兼業する人は相応の割合で存在するが、逆のケースはレコーディング経験やスタジオでのコミュニケーションの取り方が異なるなど、様々な理由から困難が伴うこともあり、兼業も含めてあまり存在していない。そして、レコーディング・エンジニアとしての女性の就業比率は長時間労働などの面から、以前はあまり多く存在しなかったが、1990年代以降は比率的にもどんどん増えてきていて、長時間や重労働を伴うイメージなども払拭されてきたせいか、レコーディングやミキシングをクリエイティブな面として捉えられた状況になりつつもある。また、歌手や音楽家側が女性である場合などにおいて、女性エンジニアとの作業を希望するケースもあるため、そういった面からも女性のレコーディング・エンジニアとしての進出は増えてきている。

## 著名なエンジニア
| 拠点           | 名前                                       | 主な制作アーティスト | 特筆及び受賞歴 |
| -------------- | ------------------------------------------ | --- | --- |
| アメリカ合衆国 | アル・シュミット (Al Schmitt)              | レイ・チャールズ ジャクソン・ブラウン スティーリー・ダン                                                                  | 1963、1977、1978、1979、1983、1992、1997、2000、2002、グラミー賞 Best Engineered Album, Non-Classical 受賞。        |
| アメリカ合衆国 | ジョージ・マッセンバーグ                   | リンダ・ロンシュタット アース・ウィンド・アンド・ファイアー                                                               | 自身のGML社製品も設計開発。 1990、グラミー賞 Best Engineered Album, Non-Classical 受賞。                            |
| アメリカ合衆国 | スティーブ・アルビニ                       | ニルヴァーナ ピクシーズ モグワイ                                                                                          | ビッグ・ブラック、レイプマン、シェラックとしても活動。                                                              |
| アメリカ合衆国 | チャド・ブレイク (Tchad Blake)             | スザンヌ・ヴェガ w/ミッチェル・フルーム クラウデッド・ハウス                                                              | 2008、グラミー賞 Best Engineered Album, Non-Classical 受賞。                                                        |
| アメリカ合衆国 | デイヴ・フリッドマン                       | ナンバーガール MGMT フレーミング・リップス                                                                                | タルボックス・ロード・スタジオ                                                                                      |
| アメリカ合衆国 | トム・ダウド                               | デレク・アンド・ザ・ドミノス エリック・クラプトン レーナード・スキナード                                                  | |
| アメリカ合衆国 | ブルース・スウェデン (Bruce Swedien)       | クインシー・ジョーンズ マイケル・ジャクソン ジャネット・ジャクソン                                                        | 1984、1988、1991、1993、グラミー賞 Best Engineered Album, Non-Classical 受賞。                                      |
| アメリカ合衆国 | ブレンダン・オブライエン                   | パール・ジャム ストーン・テンプル・パイロッツ コーン                                                                      | |
| アメリカ合衆国 | ボブ・クリアマウンテン (Bob Clearmountain) | ブライアン・アダムス ダリル・ホール&ジョン・オーツ ブルース・スプリングスティーン                                         | |
| アメリカ合衆国 | ミック・グゾウスキー                       | マライア・キャリー エリック・クラプトン マイケル・ボルトン                                                                | 2002年と2004年にラテン・グラミー賞、2006年にグラミー賞ベスト・エンジニア（ノンクラシック）を獲得。                  |
| アメリカ合衆国 | ルディ・ヴァン・ゲルダー                   | マイルス・デイヴィス セロニアス・モンク                                                                                   | |
| イギリス       | アラン・パーソンズ                         | ピンク・フロイド アラン・パーソンズ・プロジェクト スティーヴ・ハーレイ&コックニー・レベル                                 | アビー・ロード・スタジオ出身。                                                                                      |
| イギリス       | エディ・オフォード                         | イエス エマーソン・レイク・アンド・パーマー                                                                               | |
| イギリス       | ジェフ・エメリック                         | ビートルズ ポール・マッカートニー バッドフィンガー                                                                        | アビー・ロード・スタジオ出身。 1968、1970、1975、グラミー賞 Best Engineered Album, Non-Classical 受賞。             |
| イギリス       | ナイジェル・ゴッドリッチ                   | レディオヘッド ベック ポール・マッカートニー                                                                              | 2004、グラミー賞 Best Engineered Album, Non-Classical 受賞。                                                        |
| イギリス       | ヒュー・パジャム                           | ポリス XTC スティング | 1986、1991、1994、グラミー賞 Best Engineered Album, Non-Classical などを受賞。                                      |
| イギリス       | マッド・プロフェッサー                     | ホレス・アンディ マッシヴ・アタック ジャー・シャカ                                                                        | |
| ドイツ         | フォルカー・シュトラウス                   | フィリップス・レコード所属のクラシック音楽演奏家                                                                          | 録音したアルバムの概算は約590点。彼が考案したマイク・セッティングに「シュトラウス・パケット」と呼ばれるものがある。 |
| ジャマイカ     | キング・ジャミー                           | ビーニ・マン ブラック・ウフル                                                                                             | |
| ジャマイカ     | キング・タビー                             | U・ロイ オーガスタス・パブロ スライ&ロビー                                                                                | ダブを発明。 |
| ジャマイカ     | リー・ペリー                               | ボブ・マーリー ビースティー・ボーイズ アップセッターズ                                                                    | 2003年グラミー賞ベストレゲエアルバム部門受賞。                                                                      |
| 日本           | 内沼映二                                   | 角松敏生 冨田勲 前川清 | ミキサーズ・ラボ会長。第10回日本プロ音楽録音賞ニューパッケージメディア部門最優秀賞ほか。                            |
| 日本           | 高山徹                                     | フリッパーズ・ギター コーネリアス スピッツ くるり 100s                                                                    | 2009年グラミー賞 「SENSURROUND+B-SIDES」がBest Surround Sound Album部門 ノミネート。                                |
| 日本           | 伊藤圭一                                   | 坂本龍一 久石譲 山下達郎 布袋寅泰 小林幸子 MISIA 尾崎豊 Toshl 川井郁子 西村由紀江 冨田勲 大島ミチル 菅野よう子 黒石ひとみ | |
| 日本           | 浦本雅史                                   | サカナクション くるり CHARA フジファブリック                                                                              | |
| 日本           | 田中信一                                   | かぐや姫 ティン・パン・アレー ムーンライダーズ                                                                            | |
| 日本           | 寺田康彦                                   | YMO 戸川純 大貫妙子 | シンクシンクインテグラル代表。                                                                                      |
| 日本           | 藤森淳一                                   | SPEED とんねるず 光GENJI GO-BANG'S                                                                                        | |
| 日本           | 森元浩二                                   | 浜崎あゆみ Every Little Thing BoA                                                                                         | |
| 日本           | 吉田保                                     | 山下達郎 大瀧詠一 キンモクセイ                                                                                            | |
| 日本           | 伊東俊郎                                   | 大瀧詠一 山下達郎 竹内まりや 吉田美奈子 佐野元春 TM NETWORK 渡辺美里                                                      | |
| 日本           | 吉野金次                                   | 細野晴臣 矢野顕子 矢沢永吉 佐野元春 尾崎豊 中島みゆき 浅川マキ                                                            | |
| 日本           | 梅津達男                                   | はちみつぱい アン・ルイス 岩崎宏美 髙橋真梨子 郷ひろみ 飯島真理                                                           | |
| 日本           | 渡辺省二郎                                 | BRAHMAN 星野源 佐野元春 電気グルーヴ                                                                                      | |
| 日本           | うっちぃ                                   | JUDY AND MARY エレファントカシマシ THE HIGH-LOWS ウルフルズ                                                               | |
| 日本           | 小森雅仁                                   | 宇多田ヒカル 米津玄師 Official髭男dism 藤井風                                                                             | |
| 日本           | 古賀健一                                   | ASIAN KUNG-FU GENERATION ichikoro Official髭男dism チャットモンチー くるり                                                | |